# Люммен
Люммен (нід. вимова: [ˈlʏmə(n)]; лімб. Leume   [ˈløːmə] або Lumme [ˈlɵmə]) — муніципалітет у бельгійській провінції Лімбург поблизу Гасселта. На 1 січня 2006 року загальна чисельність населення Луммена становила 13 691 чоловік. Загальна площа 53,38 км², що дає щільність населення 256 жителів на км².
Муніципалітет складається з наступних суб-муніципалітетів: власне Луммен, Мелдерт-ен-Лінхаут. Крім того, сюди входять наступні села: Генейкен, Гененбос, Гестел, Геслаар, Гроенларен, Ларен, Меллаер, Молем, Остерейнде, Реховен, Шальбрук і Тівінкель.

На історичному гербі зображені герби будинків Аренберг, Ла Марк і Аррацола де Оньяте. Однак у 2008 році муніципалітет замість цього вирішив використовувати новий логотип у своїх офіційних документах.